# Marcolès

Marcolès este o comună în departamentul Cantal, Franța. În 1 ianuarie 2022 avea o populație de 593 de locuitori.